# Autostrada A2 (Slovenia)
L'autostrada A2 (avtocesta A2 - Gorenjsko-dolenjska avtocesta) è un'arteria autostradale slovena lunga circa 175 km, che collega il  Traforo delle Caravanche, facente parte dell'autostrada austriaca A11, con il valico sloveno-croato di Obrežje, quindi con l'autostrada croata A3. L'opera è iniziata nel 1981 è stata completata il 28 ottobre 2011 con l'apertura del tratto tra Peračica e Podtabor (2,4 km).
Permette l'attraversamento da nord-ovest verso sud-est della Slovenia, rappresentando la principale arteria di collegamento tra i paesi dell'ex Jugoslavia con l'Europa centrale. Nell'area urbana di Lubiana incrocia l'altra principale arteria del Paese, la A1.
Dal 1º luglio 2008 è obbligatorio, su tutte le autostrade e superstrade, l'uso di un bollino per il pagamento del pedaggio, dal costo variabile a seconda del periodo di validità e del mezzo di trasporto. Dal 1º febbraio 2022 è entrata in vigore la vignetta elettronica (e-vignetta).

## Percorso
| Tunnel delle Caravanche – Obrežje (174,5 km) | Tunnel delle Caravanche – Obrežje (174,5 km) | Tunnel delle Caravanche – Obrežje (174,5 km)                     | Tunnel delle Caravanche – Obrežje (174,5 km)                     | Tunnel delle Caravanche – Obrežje (174,5 km)                     |
| -------------------------------------------- | -------------------------------------------- | ---------------------------------------------------------------- | ---------------------------------------------------------------- | ---------------------------------------------------------------- |
| Karawanken Autobahn → da Villaco, Austria    |                                              |                                                                  |                                                                  |                                                                  |
| Confine                                      | 0,0 km                                       | Traforo delle Caravanche 7864 m (SLO–A) Confine Slovenia-Austria | Traforo delle Caravanche 7864 m (SLO–A) Confine Slovenia-Austria | Traforo delle Caravanche 7864 m (SLO–A) Confine Slovenia-Austria |
| Casello Caravanche                           |                                              |                                                                  |                                                                  |                                                                  |
| (1)                                          | x km                                         | Jesenice ovest                                                   |                                                                  |                                                                  |
| Stazione di servizio · Area di sosta         | x km                                         | Počivališče Jesenice                                             | Počivališče Jesenice                                             | Petrol                                                           |
| (2)                                          | x km                                         | Jesenice est                                                     |                                                                  |                                                                  |
| Area di sosta                                | x km                                         | Počivališče Lipce                                                | Počivališče Lipce                                                |                                                                  |
| Viadotto                                     |                                              | Viadotto Moste                                                   | Viadotto Moste                                                   | Ponte - 442 m                                                    |
| Galleria                                     |                                              | Galleria Moste                                                   | Galleria Moste                                                   | Tunnel - 184 m                                                   |
| (3)                                          | x km                                         | Vrba, Lesce                                                      | 209 452                                                          |                                                                  |
| (4)                                          | x km                                         | Radovljica                                                       | 452                                                              | OMV                                                              |
| Stazione di servizio · Area di sosta         | x km                                         | Počivališče Radovljica                                           | 452                                                              | OMV                                                              |
| Viadotto                                     |                                              | Zgoša Viadotto                                                   | Zgoša Viadotto                                                   | Ponte - 189 / 165 m                                              |
| Viadotto                                     |                                              | Dobruša Viadotto                                                 | Dobruša Viadotto                                                 | Ponte - 351 m                                                    |
| (5)                                          | x km                                         | Brezje                                                           |                                                                  |                                                                  |
| Viadotto                                     |                                              | Peračica Viadotto                                                | Peračica Viadotto                                                | Ponte - 378 / 367 m                                              |
| Tunnel                                       |                                              | Ljubno Tunnel                                                    | Ljubno Tunnel                                                    | Tunnel - 260 / 261 m                                             |
| Viadotto                                     |                                              | Ljubno Viadotto                                                  | Ljubno Viadotto                                                  | Ponte - 118 / 320 m                                              |
| Viadotto                                     |                                              | Lesnica Viadotto                                                 | Lesnica Viadotto                                                 | Ponte - 186 / 191 m                                              |
| (6)                                          | x km                                         | Podtabor                                                         |                                                                  |                                                                  |
| Viadotto                                     |                                              | Tržič Bistrica Viadotto                                          | Tržič Bistrica Viadotto                                          | Ponte - 421 / 426 m                                              |
| (7)                                          | x km                                         | Naklo                                                            |                                                                  |                                                                  |
| (8)                                          | x km                                         | Kranj west                                                       |                                                                  |                                                                  |
| Viadotto                                     |                                              | Rupovščica Viadotto                                              | Rupovščica Viadotto                                              | Ponte - 421 / 426 m                                              |
| (9)                                          | x km                                         | Kranj est                                                        |                                                                  |                                                                  |
| Stazione di servizio · Area di sosta         | x km                                         | Počivališče Voklo                                                | Počivališče Voklo                                                | Petrol                                                           |
| (10)                                         | x km                                         | Sp. Brnik                                                        |                                                                  | Aeroporto di Lubiana Jože Pučnik                                 |
| (11)                                         | x km                                         | Vodice                                                           |                                                                  |                                                                  |
| Area di sosta                                | x km                                         | Počivališče Povodje                                              | Počivališče Povodje                                              |                                                                  |
| (12)                                         | x km                                         | Lubiana-Šmartno                                                  |                                                                  |                                                                  |
| (13)                                         | x km                                         | Lubiana-Brod                                                     | 639                                                              |                                                                  |
| Tunnelt                                      |                                              | Šentvid Galleria                                                 | Šentvid Galleria                                                 | Tunnel - 414 m                                                   |
| (14)                                         | x km                                         | Lubiana-Šentvid                                                  |                                                                  |                                                                  |
| Tunnel                                       |                                              | Šentvid Galleria                                                 | Šentvid Galleria                                                 | Tunnel - 1072 / 1047 m                                           |
| (15)                                         | x km                                         | Lubiana-Podutik                                                  |                                                                  |                                                                  |
| (15B)                                        | x km                                         | Koseze                                                           |                                                                  | Tangenziale di Lubiana                                           |
| (16)                                         | x km                                         | Lubiana-Brdo                                                     |                                                                  |                                                                  |
| Interchange                                  | x km                                         | Kozarje interscambio                                             |                                                                  | A1 direzione Capodistria                                         |
| Uscita                                       | x km                                         | Lubiana ovest                                                    |                                                                  |                                                                  |
| Stazione di servizio · Area di sosta         | x km                                         | Počivališče Barje                                                | Počivališče Barje                                                | Petrol                                                           |
| Uscita                                       | x km                                         | Lubiana-centro                                                   |                                                                  |                                                                  |
| Uscita                                       | x km                                         | Lubiana-Rudnik                                                   |                                                                  |                                                                  |
| Uscita                                       | x km                                         | Lubiana sud                                                      |                                                                  |                                                                  |
| Interchange                                  | x km                                         | Malence interscambio                                             |                                                                  | Tangenziale di Lubiana A1 direzione Maribor                      |
| Tunnel                                       |                                              | Debeli hrib Galleria                                             | Debeli hrib Galleria                                             | Tunnel - 341 / 378 m                                             |
| Viaduct                                      |                                              | Reber Viadotto                                                   | Reber Viadotto                                                   | Ponte - 608 / 582 m                                              |
| Tunnel                                       |                                              | Mali vrh Galleria                                                | Mali vrh Galleria                                                | Tunnel - 414 / 399 m                                             |
| (17)                                         | x km                                         | Šmarje–Sap                                                       |                                                                  |                                                                  |
| (18)                                         | x km                                         | Cikava                                                           |                                                                  |                                                                  |
| (19)                                         | x km                                         | Grosuplje                                                        |                                                                  |                                                                  |
| (20)                                         | x km                                         | Višnja Gora                                                      |                                                                  |                                                                  |
| Stazione di servizio · Area di sosta         | x km                                         | Počivališče Podsmreka                                            | Počivališče Podsmreka                                            | Petrol                                                           |
| Viaduct                                      |                                              | Ivančna Gorica Viadotto                                          | Ivančna Gorica Viadotto                                          | Ponte - 214 m                                                    |
| (21)                                         | x km                                         | Ivančna Gorica                                                   |                                                                  |                                                                  |
| (22)                                         | x km                                         | Bič                                                              |                                                                  |                                                                  |
| Covered Cut                                  |                                              | Medvedjek I Galleria                                             | Medvedjek I Galleria                                             | Tunnel - 92 m                                                    |
| Covered Cut                                  |                                              | Medvedjek II Galleria                                            | Medvedjek II Galleria                                            | Tunnel - 159 m                                                   |
| Covered Cut                                  |                                              | Dolge Dole Galleria                                              | Dolge Dole Galleria                                              | Tunnel - 64 m                                                    |
| (23)                                         | x km                                         | Trebnje ovest                                                    |                                                                  |                                                                  |
| Tunnel                                       |                                              | Leščevje Tunnel                                                  | Leščevje Tunnel                                                  | Tunnel - 386 / 363 m                                             |
| Viaduct                                      |                                              | Ponikve interscambio                                             | Ponikve interscambio                                             | Ponte - 303 / 312 m                                              |
| (24)                                         | x km                                         | Trebnje est                                                      |                                                                  |                                                                  |
| Viaduct                                      |                                              | Dole interscambio                                                | Dole interscambio                                                | Ponte - 306 / 308 m                                              |
| (25)                                         | x km                                         | Mirna Peč                                                        |                                                                  |                                                                  |
| Covered Cut                                  |                                              | Dolenje Galleria                                                 | Dolenje Galleria                                                 | Tunnel - 253 m                                                   |
| (26)                                         | x km                                         | Novo mesto ovest                                                 |                                                                  |                                                                  |
| (27)                                         | x km                                         | Novo mesto est                                                   |                                                                  |                                                                  |
| Viaduct                                      |                                              | Mačkovec Viadotto                                                | Mačkovec Viadotto                                                | Ponte - 165 / 163 m                                              |
| Viaduct                                      |                                              | Jelše Viadotto                                                   | Jelše Viadotto                                                   | Ponte - 345 / 340 m                                              |
| Stazione di servizio · Area di sosta         | x km                                         | Počivališče Starine                                              | Počivališče Starine                                              | Petrol                                                           |
| Viaduct                                      |                                              | Dobovo Viadotto                                                  | Dobovo Viadotto                                                  | Ponte - 254 m                                                    |
| (28)                                         | x km                                         | Kronovo                                                          |                                                                  |                                                                  |
| Viaduct                                      |                                              | Toplice Viadotto                                                 | Toplice Viadotto                                                 | Bridge - 164 m                                                   |
| (29)                                         | x km                                         | Dobruška vas                                                     |                                                                  |                                                                  |
| (30)                                         | x km                                         | Smednik                                                          |                                                                  |                                                                  |
| Stazione di servizio · Area di sosta         | x km                                         | Počivališče Zaloke                                               | Počivališče Zaloke                                               | Petrol                                                           |
| (31)                                         | x km                                         | Smednik                                                          |                                                                  |                                                                  |
| Stazione di servizio · Area di sosta         | x km                                         | Počivališče Grič                                                 | Počivališče Grič                                                 | Petrol                                                           |
| (32)                                         | x km                                         | Brežice                                                          |                                                                  |                                                                  |
| Covered Cut                                  |                                              | Čatež Galleria                                                   | Čatež Galleria                                                   | Tunnel - 105 m                                                   |
| (33)                                         | x km                                         | Obrežje                                                          |                                                                  | OMV / Petrol                                                     |
| Stazione di servizio · Area di sosta         | x km                                         | Počivališče Mokrice                                              |                                                                  | OMV / Petrol                                                     |
| Valico di frontiera                          | x km                                         | Obrežje (SLO) – Bregana (CRO) Confine Slovenia-Croazia           | Obrežje (SLO) – Bregana (CRO) Confine Slovenia-Croazia           | Obrežje (SLO) – Bregana (CRO) Confine Slovenia-Croazia           |
| Autostrada A3 → Zagabria, Croazia            |                                              |                                                                  |                                                                  |                                                                  |